# Oldřich III. Meklenburský
Oldřich III. Meklenburský (5. března 1527 Meklenburk – 14. března 1603 Güstrow) byl vévoda z Meklenburku.

## Dětství a mládí
Oldřich III. byl třetí syn vévody Albrechta VII. Krásného (1486–1547) a Anny Braniborské (1507–1567), dcery Alžběty Dánské Oldenburské (1485–1555) a Jáchyma I. Braniborského (1484–1535). 12 let byl Oldřich vychováván u bavorského dvora. V roce 1539 studoval s Filipem Rudolfem v Herben-Schlübenu teologii a práva na univerzitě v Ingolstadtu. Jeho spolužákem byl vévoda Albert Bavorský. Zúčastnil se Šmalkaldské války, která vypukla v roce 1546 mezi protestantskými knížaty a císařem Karlem V. Po svém zemřelém bratranci vévodovi Magnovi III. z Meklenburku a Zvěřína byl jako Oldřich I. zvolen luterským správcem diecéze Zvěřín. Volba se konala 26. března 1550 v bývalém dominikánském klášteře ve Wismaru. Volba byla jednomyslná, i když byl ještě druhý kandidát vévoda Jindřich Jiří. Druhý den přijal nižší svěcení od zvěřínského biskupa Magna Haraldssona.

## Manželství a potomci
15. února 1556 se oženil s vdovou po Magnovi III. Meklenburském vévodkyní Alžbětou Dánskou (1524–1586), dcerou dánského krále Frederika I. (1471–1533). Oldřichova babička z matčiny strany Alžběta Dánská Oldenburská (1485–1555), dcera dánského krále Jana I. (1455–1513) byla sestřenice jeho 1. manželky Alžběty Dánské (1524–1586). S Alžbětou měli dceru Žofii Meklenburskou, která se provdala za svého bratrance dánského krále Frederika II. Frederikův otec Kristián III. a Žofiina matka Alžběta byli nevlastní sourozenci. Oldřichovou druhou manželkou se stala v roce 1588 Anna Pomořanská z Bolhoště (1554–1626). Manželství bylo bezdětné.

## Život a vláda
Po smrti svého otce v roce 1547 zdědil panství v Bützově. Po smrti svého strýce Jindřicha V. Meklenburského (1503–1552) se stal panovníkem celého Meklenburska. Oldřich se 17. února 1555 ujal vlády se starším bratrem Janem Albertem I. (1525–1576) a usídlil se na hradě v Güstrowě. V roce 1556 si vládu rozdělili. Oldřich vládl ve východní části Meklenburska se sídlem v Güstrowě, zatímco Jan Albert vládl v západní části Meklenburska se sídlem ve Zvěřínu. Po smrti svého bratra († 1576) se stal poručníkem jeho dětí a vychovával je. Mezi nimi i synovce a svého nástupce Jana VII. (Jan Albert II., 1576–1592).
Oldřich byl velice vzdělaný a moderní princ. Vládl přísně, ale spravedlivě, své zemi, biskupství a soudnictví. Při nástupu vlády slíbil nápravu, na které houževnatě pracoval. Většinu jeho slibů se mu podařila splnit. Zrevidoval velmi pečlivě luteránský církevní řád, který platil až do zániku monarchie. Byl silně věřícím luteránem a viděl pevnou shodu Písma svatého s vírou. Byl však proti tomu, aby náboženští fanatici všech vyznání vyvolávali spory. On hledal omezení sporů v diskuzi a pro diskuzi vyhradil místo v kostele. V roce 1577 připojil svůj podpis k předmluvě Formule svornosti, oba tyto dokumenty byly v roce 1580 včleněny do Knihy svornosti. Stal se jedním z nejvýznamnějších a nejbohatších meklenburských knížat. Oddlužil své panství a po smrti zanechal 200 tisíc zlatých.
Oldřich se podílel na vědecké výměně názorů s astronomem Tychem Brahe (1546–1601) a luteránským teologem Davidem Chyträusem (1530–1600), spoluautorem Formule svornosti. V roce 1594, jako velitel císařské armády Dolního Saska, zorganizoval finanční a vojenskou pomoc proti tureckému vpádu. Ve sporu mezi dánským králem Frederikem II., který byl jeho zeť, a Frederikovými švagry Janem, vévodou v Šlesvicko-Holštýnsko-Hadarslevenu a jeho bratrem Adolfem, vévodou z Holštýnu-Gottorpu, sloužil Oldřich jako prostředník. Se všemi měl velice dobré vztahy a spory dovedl urovnat. Jeho vnuk, který dostal při křtu jméno na počest dědečka Oldřich Dánský (1578–1624), poslední šlesvický biskup, se stal jeho nástupcem v diecézi Zvěřín.
Oldřich III. Meklenburský byl pohřben za měsíc po své smrti 14. dubna 1603 v katedrále v Güstrowě. Podle kronikářů to byl nejvýpravnější a nejslavnější pohřeb, který se v Güstrowě uskutečnil. Monumentální náhrobek pro Oldřicha a jeho 1. manželku Alžbětu Dánskou vytvořil sochař Filip Brandin.